# Angelo Ogbonna
Angelo Obinze Ogbonna (Cassino, provincia de Frosinone, 23 de mayo de 1988) es un futbolista italiano. Juega de defensa y se encuentra sin equipo.

## Trayectoria

### Torino
Ogbonna comenzó su temprana carrera en las categorías inferiores del Cassino, donde jugaba como defensor central. En 2002 fue contactado por el Torino por recomendación de Antonio Comi, recibió €3.000 y se unió a las inferiores del club. En la temporada 2006-07 fue regularmente llamado al primer equipo, y el 11 de febrero de 2007 debutó en la Serie A a la edad de 18 años, contra la Reggina (1-2), jugó de titular bajo las órdenes de Alberto Zacheroni. Al final de la temporada, registró un total de 4 partidos jugados en la liga.
El agosto siguiente se fue a préstamo al Crotone de la Serie C1, registrando 22 partidos disputados en la liga y disputando la promoción a la Serie B, donde la escuadra perdió en la semifinal de los play off. 
En la temporada 2008-09 de la Serie A regresó al Torino, hizo 19 apariciones en la liga y cuatro en la Copa Italia. El Torino, sin embargo, descendió a la Serie B al final de la temporada. Mientras el club estuvo en la segunda división, Ogbonna se volvió un regular en la escuadra Granata. El 17 de abril de 2010, Ogbonna anotó su primer gol con el Torino, en un encuentro contra el Cesena que terminó en empate 1-1. El 15 de agosto de 2010, en la segunda ronda de la Copa Italia frente al Cosenza (donde ganaron 3-1 en el tiempo extra), fue el capitán del equipo por primera vez. En tres temporadas con el Torino en la Serie B, Ogbonna registró 105 encuentros jugados, siendo parte del regreso del club a la Serie A, terminando segundo en la tabla de la temporada 2011-12.

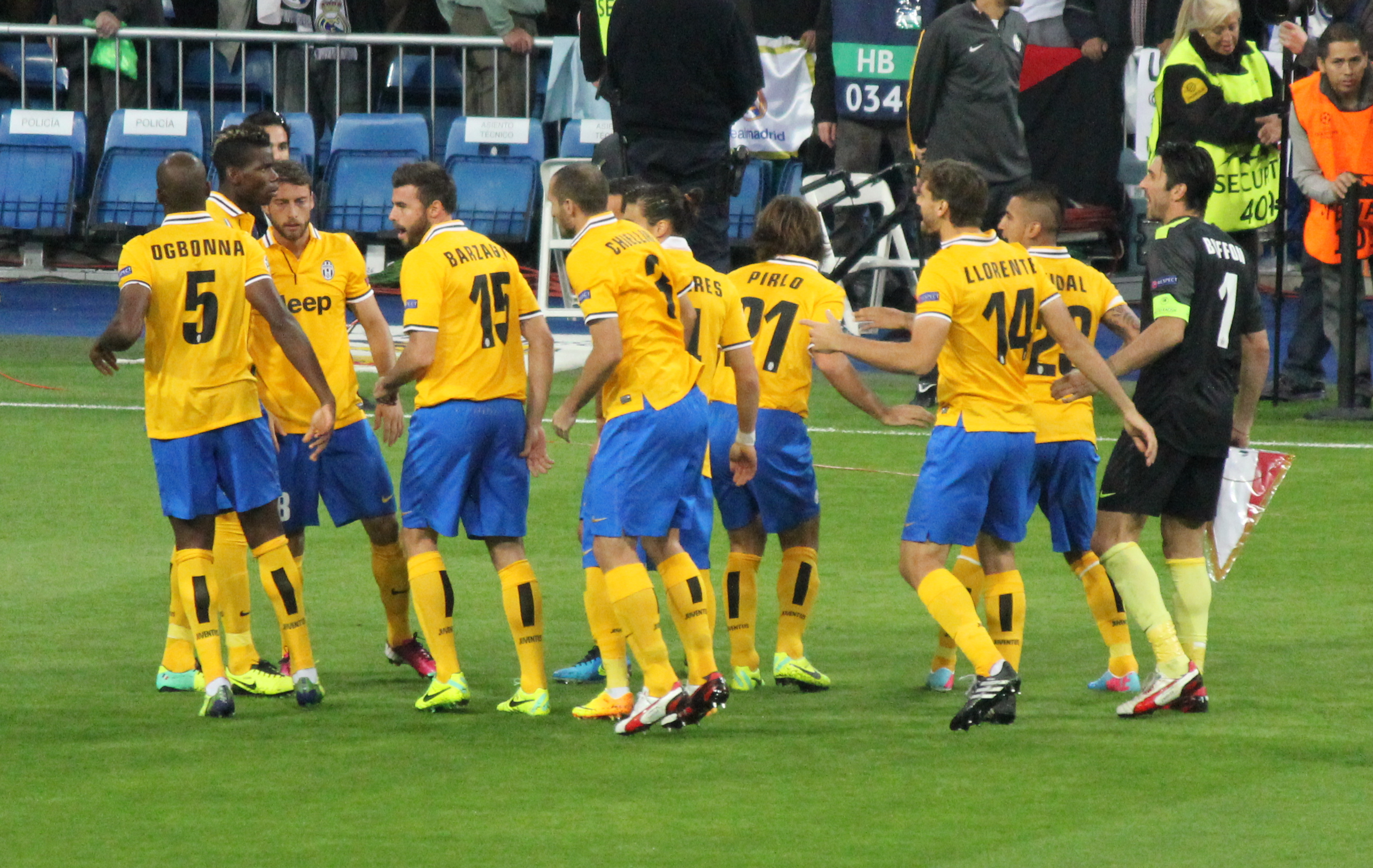
Ogbonna (número 5) con la Juventus contra el Real Madrid en la Liga de Campeones de la UEFA en 2013.

### Juventus
El 11 de julio de 2013, Ogbonna pasó las pruebas médicas para unirse a la Juventus, luego fue oficialmente fichado por el club por €13 millones, con un adicional de €2 millones para pagar sus futuros bonos. Se convirtió en el primer jugador en haber sido capitán de los Granata y ser transferido a sus rivales (Juventus), generando mucho desacuerdo a los fanáticos de su escuadra anterior.
Hizo su debut en la Liga de Campeones el 17 de septiembre de 2013, contra el F.C. Copenhague. En su primera temporada, detrás de Andrea Barzagli, Leonardo Bonucci y Giorgio Chiellini como las primeras elecciones para defensa central, Ogbonna registró 25 partidos jugados en todas las competencias, la mayoría la última mitad de la temporada cuando el club rotaba mucho a los jugadores por los encuentros de la Serie A, Copa Italia y Liga de Campeones. Ogbonna jugó 16 partidos de liga con la Juventus en la temporada 2013-14, donde ganaron el Scudetto. Además fue parte de la escuadra que ganó la Supercopa de Italia 2013. En la temporada 2014-15, la Juventus mantuvo su título de la Serie A, con Ogbonna jugando 25 encuentros, y ganando además la Copa Italia 2014-15. El 6 de junio de 2015, estuvo en la banca en la derrota de la Juventus en la final de la Liga de Campeones frente al Barcelona, en Berlín.

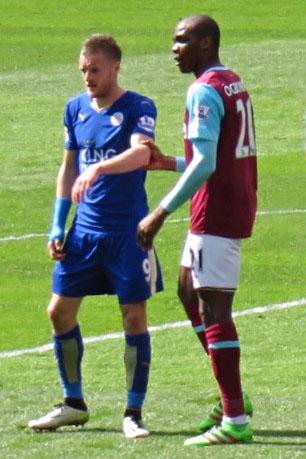
Ogbonna (derecha) jugando con el West Ham United contra el Leicester CIty en 2016.

### Inglaterra
El 10 de julio de 2015 se unió al West Ham United. Firmó un contrato de cuatro años de duración, en un fichaje de €11 millones. Debutó 20 días después en la tercera ronda clasificatória de la Liga de Europa, contra el Astra Giurgiu; en el minuto 82 marcó un auto gol empatando el encuentro donde el West Ham terminó igualando 2-2 en Boleyn Ground. El 9 de febrero de 2016, Ogbonna marcó su primer gol para el club, marcando el gol ganador de cabeza, en el tiempo extra en el minuto 121, en la victoria por 2-1 de local ante el Liverpool en un replay de la cuarta ronda de la FA Cup.
Habiendo jugado 18 de los 22 partidos en la temporada 2016-17 de la Premier League con el West Ham, quedó fuera del equipo para someterse a una operación. El entrenador del West Ham, Slaven Bilić, comentó que Ogbonna había jugado cada encuentro de la temporada cargando con esta lesión. Regresó en el último partido de la temporada 2016-17, en la victoria de visita por 2-1 ante el Burnley. En junio de 2017 firmó un nuevo contrato con el West Ham, quedándose en el club hasta 2022.
Puso fin a su etapa en el club al finalizar su contrato en la temporada 2023-24. Durante los nueve años que estuvo, jugó 249 partidos, siendo uno de ellos el de la final de la Liga Europa Conferencia de la UEFA 2022-23 que ganaron a la ACF Fiorentina, y marcó trece goles además de portar el brazalete de capitán en varias ocasiones. Entonces siguió en el país y en el mes de agosto firmó por una campaña con el Watford F. C. En ella participó en ocho encuentros y al final de la misma quedó libre al no ser renovado.

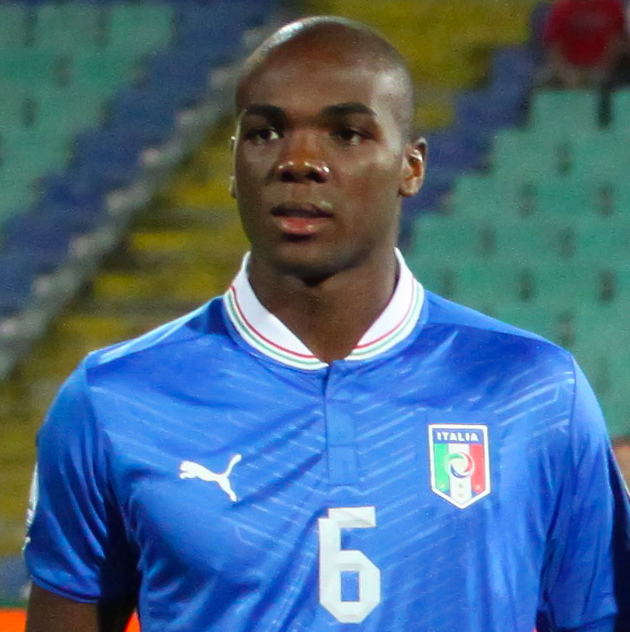
Ogbonna con en 2012

## Selección nacional
Ha sido internacional con la selección de fútbol de Italia en 13 ocasiones. Debutó el 11 de noviembre de 2011, en un encuentro amistoso ante la selección de Polonia que finalizó con marcador de 2-0 a favor de los italianos.
Fue incluido por el entrenador Cesare Prandelli en la escuadra italiana que jugó la Eurocopa 2012, pero no registró apariciones.
En mayo de 2016, Ogbonna fue incluido en la escuadra provisional de Italia para la Eurocopa 2016; El 31 de mayo, fue nombrado por Antonio Conte para el equipo que competiría en la Eurocopa. Ogbonna solo registró un partido jugado en el torneo, el 22 de junio en el último encuentro de la fase de grupos, donde perdieron por la mínima ante Irlanda.

### Participaciones en Eurocopas
| Eurocopa      | Sede              | Resultado        |
| ------------- | ----------------- | ---------------- |
| Eurocopa 2012 | Polonia y Ucrania | Subcampeón       |
| Eurocopa 2016 | Francia           | Cuartos de final |

### Partidos y goles internacionales
Actualizado hasta el 5 de septiembre de 2016.
| Partidos y goles internacionales | Partidos y goles internacionales | Partidos y goles internacionales          | Partidos y goles internacionales | Partidos y goles internacionales | Partidos y goles internacionales | Partidos y goles internacionales                             | Partidos y goles internacionales |
| #                                | Fecha                            | Estadio                                   | Local                            | Resultado                        | Visita                           | Competición                                                  |                                  |
| -------------------------------- | -------------------------------- | ----------------------------------------- | -------------------------------- | -------------------------------- | -------------------------------- | ------------------------------------------------------------ | -------------------------------- |
| 2011                             |                                  |                                           |                                  |                                  |                                  |                                                              |                                  |
| 1                                | 11 de noviembre                  | Estadio Municipal de Breslavia, Breslavia | Polonia                          | 0 – 2                            | Italia                           | Amistoso                                                     |                                  |
| 2012                             |                                  |                                           |                                  |                                  |                                  |                                                              |                                  |
| 2                                | 29 de febrero                    | Estadio Luigi Ferraris, Génova            | Italia                           | 0 – 1                            | Estados Unidos                   | Amistoso                                                     |                                  |
| 3                                | 1 de junio                       | Letzigrund, Zúrich                        | Italia                           | 0 – 3                            | Rusia                            | Amistoso                                                     |                                  |
| 4                                | 15 de agosto                     | Stade de Suisse, Berna                    | Italia                           | 1 – 2                            | Inglaterra                       | Amistoso                                                     |                                  |
| 5                                | 7 de septiembre                  | Estadio Nacional Vasil Levski, Sofía      | Bulgaria                         | 2 – 2                            | Italia                           | Clasificación de UEFA para la Copa Mundial de Fútbol de 2018 |                                  |
| 2013                             |                                  |                                           |                                  |                                  |                                  |                                                              |                                  |
| 6                                | 31 de mayo                       | Estadio Renato Dall'Ara, Bolonia          | Italia                           | 4 – 0                            | San Marino                       | Amistoso                                                     |                                  |
| 7                                | 10 de septiembre                 | Juventus Stadium, Turín                   | Italia                           | 2 – 1                            | República Checa                  | Clasificación de UEFA para la Copa Mundial de Fútbol de 2018 |                                  |
| 8                                | 15 de noviembre                  | Estadio Giuseppe Meazza, Milán            | Italia                           | 1 – 1                            | Alemania                         | Amistoso                                                     |                                  |
| 9                                | 18 de noviembre                  | Craven Cottage, Londres                   | Italia                           | 2 – 2                            | Nigeria                          | Amistoso                                                     |                                  |
| 2014                             |                                  |                                           |                                  |                                  |                                  |                                                              |                                  |
| 10                               | 13 de noviembre                  | Estadio Nacional Ta' Qali, La Valeta      | Malta                            | 0 – 1                            | Italia                           | Clasificación para la Eurocopa 2016                          |                                  |
| 2016                             |                                  |                                           |                                  |                                  |                                  |                                                              |                                  |
| 11                               | 6 de junio                       | Estadio Marcantonio Bentegodi, Verona     | Italia                           | 2 – 0                            | Finlandia                        | Amistoso                                                     |                                  |
| 12                               | 22 de junio                      | Estadio Pierre-Mauroy, Villeneuve-d'Ascq  | Italia                           | 0 – 1                            | Irlanda                          | Eurocopa 2016                                                |                                  |
| 13                               | 5 de septiembre                  | Estadio Sammy Ofer, Haifa                 | Italia                           | 1 – 3                            | Israel                           | Amistoso                                                     |                                  |

## Estilo de juego
Un fuerte y poderoso defensor central, Ogbonna es principalmente conocido por sus extraordinarios atributos físicos; Además es un tacleador efectivo, y posee buen sentido de la ubicación, así como visión de juego. Además es capaz de jugar como lateral por la izquierda, por su pase, técnica, habilidad con el balón, visión y distribución con su pierna izquierda.

## Vida personal
Ogbonna nació de padres nigerianos que emigraron a Italia en 1983, estableciéndose en la ciudad de Cassino, parte central del país.
El 22 de diciembre de 2008, Ogbonna sobrevivió a un accidente automovilístico cerca de Turin, después de que perdiera el control de su auto Smart y cayera de un puente, durante una tormenta alrededor de las 5:00 AM.

## Estadísticas

### Clubes
Actualizado al último partido disputado el 18 de enero de 2025.
| Club                             | Div.          | Temporada     | Liga  | Liga  | Copas nacionales | Copas nacionales | Copas internacionales | Copas internacionales | Total | Total |
| Club                             | Div.          | Temporada     | Part. | Goles | Part.            | Goles            | Part.                 | Goles                 | Part. | Goles |
| -------------------------------- | ------------- | ------------- | ----- | ----- | ---------------- | ---------------- | --------------------- | --------------------- | ----- | ----- |
| Torino F. C. · Italia            | 1.ª           | 2006-07       | 4     | 0     | 0                | 0                | —                     | —                     | 4     | 0     |
| F. C. Crotone · Italia           | 3.ª           | 2007-08       | 24    | 0     | 0                | 0                | —                     | —                     | 24    | 0     |
| F. C. Crotone · Italia           | Total club    | Total club    | 24    | 0     | 0                | 0                | 0                     | 0                     | 24    | 0     |
| Torino F. C. · Italia            | 1.ª           | 2008-09       | 19    | 0     | 4                | 0                | —                     | —                     | 23    | 0     |
| Torino F. C. · Italia            | 2.ª           | 2009-10       | 31    | 1     | 1                | 0                | —                     | —                     | 32    | 1     |
| Torino F. C. · Italia            | 2.ª           | 2010-11       | 35    | 0     | 2                | 0                | —                     | —                     | 37    | 0     |
| Torino F. C. · Italia            | 2.ª           | 2011-12       | 39    | 0     | 2                | 0                | —                     | —                     | 41    | 0     |
| Torino F. C. · Italia            | 1.ª           | 2012-13       | 22    | 0     | 1                | 0                | —                     | —                     | 23    | 0     |
| Torino F. C. · Italia            | Total club    | Total club    | 150   | 1     | 10               | 0                | 0                     | 0                     | 160   | 1     |
| Juventus de Turín · Italia       | 1.ª           | 2013-14       | 16    | 0     | 3                | 0                | 6                     | 0                     | 25    | 0     |
| Juventus de Turín · Italia       | 1.ª           | 2014-15       | 25    | 0     | 4                | 0                | 1                     | 0                     | 30    | 0     |
| Juventus de Turín · Italia       | Total club    | Total club    | 41    | 0     | 7                | 0                | 7                     | 0                     | 55    | 0     |
| West Ham United F. C. Inglaterra | 1.ª           | 2015-16       | 28    | 0     | 5                | 1                | 1                     | 0                     | 37    | 1     |
| West Ham United F. C. Inglaterra | 1.ª           | 2016-17       | 20    | 0     | 4                | 0                | 2                     | 0                     | 26    | 0     |
| West Ham United F. C. Inglaterra | 1.ª           | 2017-18       | 32    | 1     | 7                | 2                | —                     | —                     | 39    | 3     |
| West Ham United F. C. Inglaterra | 1.ª           | 2018-19       | 24    | 1     | 5                | 2                | —                     | —                     | 29    | 3     |
| West Ham United F. C. Inglaterra | 1.ª           | 2019-20       | 31    | 2     | 2                | 0                | —                     | —                     | 33    | 2     |
| West Ham United F. C. Inglaterra | 1.ª           | 2020-21       | 28    | 3     | 2                | 0                | —                     | —                     | 30    | 3     |
| West Ham United F. C. Inglaterra | 1.ª           | 2021-22       | 11    | 1     | 0                | 0                | 0                     | 0                     | 11    | 1     |
| West Ham United F. C. Inglaterra | 1.ª           | 2022-23       | 16    | 0     | 4                | 0                | 10                    | 0                     | 30    | 0     |
| West Ham United F. C. Inglaterra | 1.ª           | 2023-24       | 11    | 0     | 3                | 0                | 3                     | 0                     | 17    | 0     |
| West Ham United F. C. Inglaterra | Total club    | Total club    | 201   | 8     | 32               | 5                | 16                    | 0                     | 249   | 13    |
| Watford F. C. Inglaterra         | 2.ª           | 2024-25       | 6     | 0     | 2                | 0                | ―                     | ―                     | 8     | 0     |
| Watford F. C. Inglaterra         | Total club    | Total club    | 6     | 0     | 2                | 0                | 0                     | 0                     | 8     | 0     |
| Total carrera                    | Total carrera | Total carrera | 419   | 9     | 51               | 5                | 26                    | 0                     | 496   | 14    |

## Palmarés

### Títulos nacionales
| Título              | Club           | País   | Año     |
| ------------------- | -------------- | ------ | ------- |
| Supercopa de Italia | Juventus F. C. | Italia | 2013    |
| Serie A             | Juventus F. C. | Italia | 2013-14 |
| Serie A             | Juventus F. C. | Italia | 2014-15 |
| Copa Italia         | Juventus F. C. | Italia | 2014-15 |

### Títulos internacionales
| Título                             | Club                  | Sede  | Año     |
| ---------------------------------- | --------------------- | ----- | ------- |
| Liga Europa Conferencia de la UEFA | West Ham United F. C. | Praga | 2022-23 |